# コロ語 (コートジボワール)
コロ語（コロご、英: Koro）はニジェール・コンゴ語族に属する言語である。コートジボワールで話されており、話者は40,000人である。

## 言語名別称
- コロ・ジュラ語
- Koro Jula